# Bill Barretta

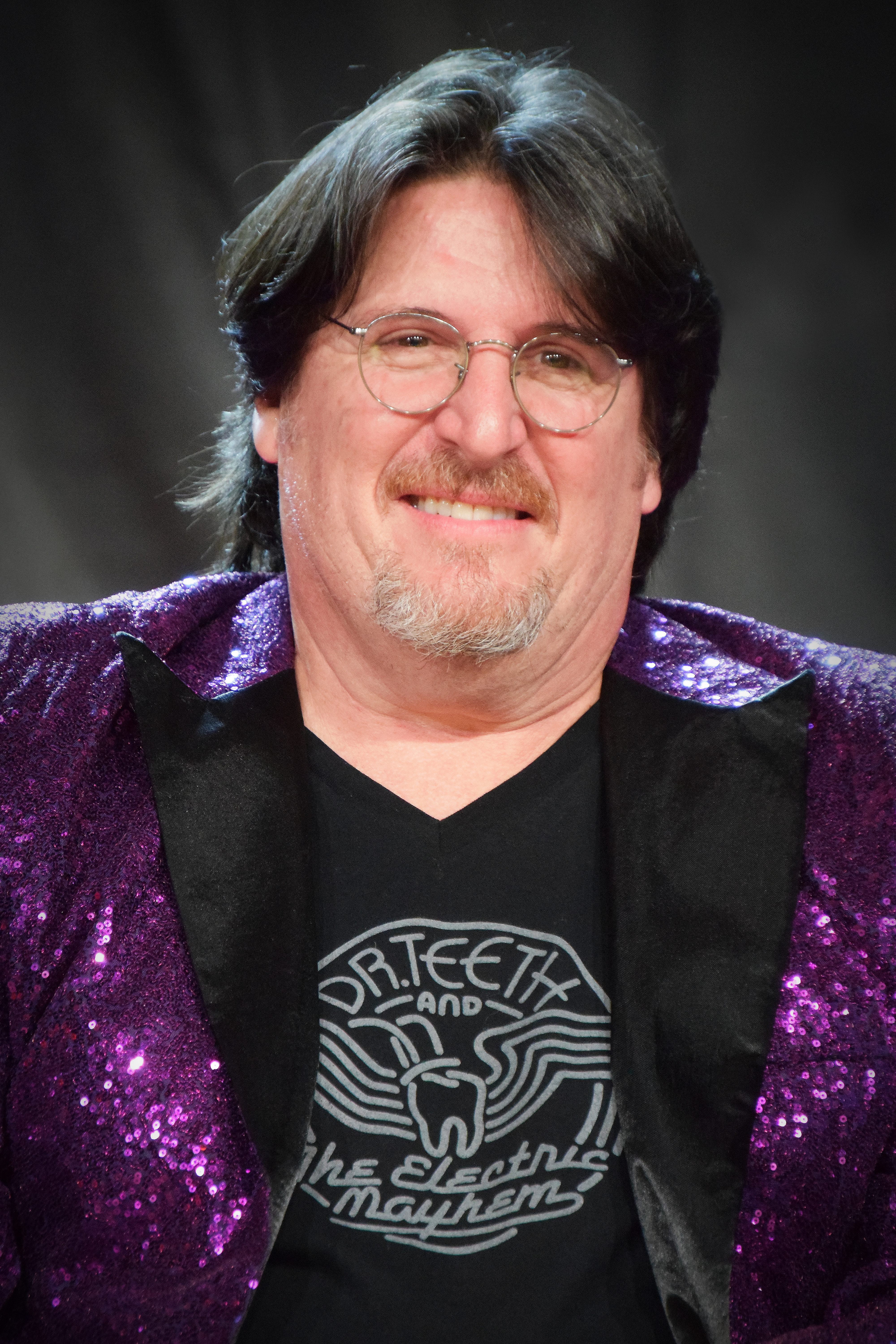
Bill Barretta (2022)

William „Bill“ Paul Barretta (* 19. Juni 1964 in Yardley, Pennsylvania) ist ein US-amerikanischer Puppenspieler, Schauspieler, Filmproduzent, Filmregisseur und Drehbuchautor. Bekanntheit erlangte er durch Mitwirkung an Projekten der Muppets.

## Leben
Barretta wurde am 19. Juni 1964 in Yardley geboren. Der Kinderbuchautor Gene Barretta ist sein älterer Bruder. Er besuchte die St. Mary’s Hall in Burlington im US-Bundesstaat New Jersey. Während dieser Zeit lernte er den Puppenspieler Brian Henson kennen. Barretta ist mit Cristina Campbell verheiratet. Die beiden sind Eltern eines Kindes.
Erste Erfahrungen mit Jim Henson Productions sammelte Barretta von 1991 bis 1994 in der Fernsehserie Die Dinos, wo er das Kostüm von Familienvater Earl Sinclair trug. 1995 war er als Statist im Spielfilm Murder in the First zu sehen. Seit den 1990er Jahren wirkt er in verschiedenen Fernsehserien und Spielfilmen der Muppets mit. Meistens lieh er denen von ihn gespielten Charakteren auch seine Stimme. Für verschiedene Videospiele übernahm er Tätigkeiten als Synchronsprecher, war aber auch in der Zeichentrickserie Kim Possible zu hören.
Barretta fungiert auch als Produzent und Regisseur für Fernsehserien und Filme im Muppets-Universum. 2001 war er für das Drehbuch des Fernsehfilms Jagd auf den Schatz der Riesen verantwortlich. Er stellte in dem Realfilm außerdem die Rolle des Riesen Thunderdells dar.

## Puppenspiel (Auswahl)
- 1994: Muppet Classic Theater
- 1994: Animal Show (Fernsehserie, 7 Episoden)
- 1995: Die Muppets unterm Weihnachtsbaum (Mr. Willowby's Christmas Tree) (Fernsehfilm)
- 1996: Muppet Treasure Island Sing-Along
- 1996: Muppets – Die Schatzinsel (Muppet Treasure Island)
- 1996–1998: Muppets Tonight! (Fernsehserie, 22 Episoden)
- 1999: Muppets aus dem All (Muppets from Space)
- 1999: Elmo im Grummelland (The Adventures of Elmo in Grouchland)
- 2002: I Love Muppets
- 2002: Kermit der Frosch (Kermit's Swamp Years) (Fernsehfilm)
- 2002: Das größte Muppet Weihnachtsspektakel aller Zeiten (It’s a Very Merry Muppet Christmas Movie) (Fernsehfilm)
- 2002: Weezer: Keep Fishin'
- 2005: Statler and Waldorf: From the Balcony (Fernsehserie)
- 2005: Muppets: Der Zauberer von Oz (The Muppets’ Wizard of Oz) (Fernsehfilm)
- 2005: Kermit: A Frog's Life (Kurzfilm)
- 2005: Pepe's Profiles (Kurzfilm)
- 2006: Sesame Beginnings: Make Music Together (Kurzfilm)
- 2006: Sesame Beginnings: Beginning Together (Kurzfilm)
- 2006: Elmo's Potty Time
- 2006: Sesame Beginnings: Exploring Together (Kurzfilm)
- 2007: Sesame Beginnings: Moving Together (Kurzfilm)
- 2007: The Muppets on 'The Muppets' (Kurzfilm)
- 2007: 2007 Muppet Presentation Pilot (Kurzfilm)
- 2008: Studio DC – Beinah Live! (Studio DC – Almost Live!) (Fernsehsendung, erste Ausgabe)
- 2008: Die Muppets – Briefe an den Weihnachtsmann (A Muppets Christmas: Letters to Santa) (Fernsehfilm)
- 2009: Coming Home: Military Families Cope with Change (Fernsehfilm)
- 2009: Families Stand Together: Feeling Secure in Tough Times (Fernsehfilm)
- 2009: The Muppets: Bohemian Rhapsody (Kurzfilm)
- 2009: Stars & Stripes FOREVER: Muppet Music Video (Mini-Serie)
- 2009: Skateboarding Dog Gets Served!: Muppet Video (Mini-Serie)
- 2009: Rolling with the Skateboarding Dog!: Muppets (Mini-Serie)
- 2009: Habanera: Muppet Music Video (Mini-Serie)
- 2009: Late Night with Jimmy Fallon (Fernsehsendung)
- 2010: When Families Grieve (Fernsehfilm)
- 2010: The Muppets Kitchen with Cat Cora (Mini-Serie)
- 2011: OK Go & The Muppets: Muppet Show Theme Song (Kurzfilm)
- 2011: Sesame Street: Bye-Bye, Pacifier! Big Kid Stories with Elmo
- 2011: Die Muppets (The Muppets)
- 2011: Good Morning America (Fernsehsendung)
- 2011: Saturday Night Live (Fernsehsendung)
- 2012: Jimmy Kimmel Live! (Fernsehsendung)
- 2012: Just for Laughs – Die Lachattacke (Just for Laughs: Gags) (Fernsehsendung)
- 2012: VeggieTales: The Little Drummer Boy!
- 2012: All I Need Is Love (Kurzfilm)
- 2012: The Muppets All-Star Comedy Gala (Fernsehfilm)
- 2013: Lady Gaga & the Muppets' Holiday Spectacular (Fernsehfilm)
- 2014: Muppets Most Wanted
- 2014: Disney Drive On with The Muppets (Mini-Serie)
- 2015: Muppet Moments (Mini-Serie)
- 2015: The Muppets: First Look Presentation (Kurzfilm)
- 2015: The Muppets: Jungle Boogie (Kurzfilm)
- 2015: The Muppets: Kodachrome (Kurzfilm)
- 2015–2016: The Muppets (Fernsehserie, 17 Episoden)
- 2017: The Muppets Take The Bowl
- 2017: Unbreakable Kimmy Schmidt (Fernsehserie, Episode 3x01)
- 2018: Muppet Babies (Mini-Serie, Episode 1x10)
- 2018: The Muppets Take the O2
- 2018: The Happytime Murders
- 2019: Unbreakable Kimmy Schmidt (Fernsehserie, Episode 4x08)
- 2019: Drop the Mic (Fernsehserie, Episode 3x02)
- 2020: Unbreakable Kimmy Schmidt: Kimmy vs. the Reverend (Fernsehfilm)
- 2020: Und jetzt: Die Muppets! (Muppets Now, Fernsehserie, 6 Episoden)

## Filmografie

### Schauspieler
- 1991–1994: Die Dinos (Dinosaurs) (Fernsehserie, 64 Episoden)
- 1995: Murder in the First
- 1995: Ein Gorilla zum Verlieben (Born to Be Wild)
- 1996: The Wubbulous World of Dr. Seuss (Fernsehserie, Episode 1x02)
- 2001: Jagd auf den Schatz der Riesen (Jack and the Beanstalk: The Real Story) (Fernsehfilm)
- 2006: Stephen King's Alpträume (Nightmares & Dreamscapes: From the Stories of Stephen King) (Mini-Serie)
- 2007: Tinseltown (Kurzfilm)

### Produzent
- 2002: Das größte Muppet Weihnachtsspektakel aller Zeiten (It’s a Very Merry Muppet Christmas Movie) (Fernsehfilm)
- 2005: Muppets: Der Zauberer von Oz (The Muppets’ Wizard of Oz) (Fernsehfilm)
- 2006: Late Night Buffet with Augie and Del (Fernsehspecial)
- 2007: Tinseltown (Mini-Serie)
- 2007: 2007 Muppet Presentation Pilot (Kurzfilm)
- 2011: Die Muppets (The Muppets)
- 2014: Muppets Most Wanted
- 2015: Muppet Moments: Disney Jr. (Fernsehfilm)
- 2015: The Muppets: First Look Presentation (Kurzfilm)
- 2015–2016: The Muppets (Fernsehserie, 14 Episoden)
- 2020: Und jetzt: Die Muppets! (Fernsehserie, 6 Episoden)

### Regie
- 2007: Tinseltown (Mini-Serie)
- 2007: 2007 Muppet Presentation Pilot (Kurzfilm)
- 2015: Muppet Moments (Mini-Serie)
- 2015: Muppet Moments: Disney Jr. (Fernsehfilm)
- 2015: The Muppets (Fernsehserie, Episode 1x14)
- 2020: Und jetzt: Die Muppets! (Fernsehserie, 6 Episoden)

### Drehbuch
- 2001: Jagd auf den Schatz der Riesen (Jack and the Beanstalk: The Real Story) (Fernsehfilm)
- 2007: Tinseltown (Mini-Serie)
- 2007: 2007 Muppet Presentation Pilot (Kurzfilm)
- 2015: Muppet Moments: Disney Jr. (Fernsehfilm)
- 2020: Und jetzt: Die Muppets! (Fernsehserie, Episode 1x02)

## Synchronsprecher
- 1996: Muppets – Die Schatzinsel (Muppet Treasure Island) (Videospiel)
- 1996: The Muppet CDROM: Muppets Inside (Videospiel)
- 1998: B.R.A.T.S. of the Lost Nebula (Animationsserie)
- 2000: Muppet Race Mania (Videospiel)
- 2000: Muppet Monster Adventure (Videospiel)
- 2002–2007: Kim Possible (Zeichentrickserie, 4 Episoden)
- 2003: Muppets Party Cruise (Videospiel)
- 2014: The Muppets Movie Adventures (Videospiel)